# 基伍湖 (土卫六)

基伍湖是一座是由卡西尼号探测器发现的小型碳氢化合物湖，该湖位于土卫六北极附近，以刚果民主共和国和卢旺达边界的基伍湖所命名。2012年，卡西尼号在湖面上发现了一道红外线闪光，这暗示了湖面上的波浪

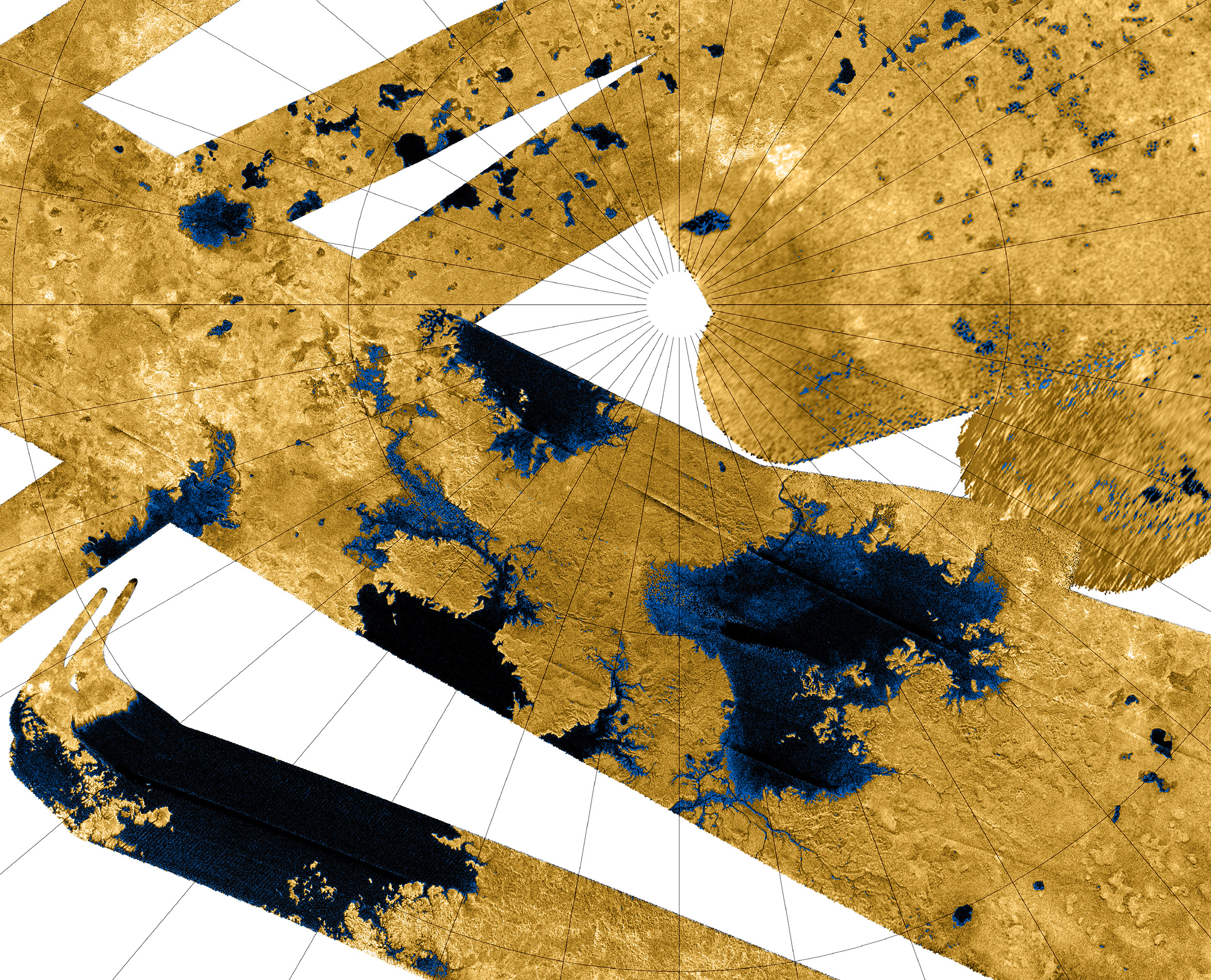
基伍湖在该照片中心附近

。